# Friedrich Moser
Friedrich Moser (Rottenmann, 18 februari 1932) is een Oostenrijks componist en dirigent.

## Levensloop
Moser kreeg zijn eerste muziekles van Otto Krischke in Leoben. Hij studeerde aan het Kärntner Landeskonservatorium in Klagenfurt. Hij was van 1961 tot 1963 dirigent van de "Werkskapelle Hinterberg" in Leoben. Van 1968 tot 1992 was hij dirigent van de Trachtenkapelle Seeboden. Als componist schreef hij verschillende werken voor harmonieorkest.

## Composities

### Werken voor harmonieorkest
- 1975 Lippizaner-Galopp
- 1978 In der Arena, Spaanse dans
- 1983 Ungarischer Tanz in f-mineur
- 1991 Feuerwerk, ouverture